# استرلینگ (ماساچوست)
استرلینگ (به انگلیسی: Sterling) شهرکی در شهرستان ورچستر ایالت ماساچوست می‌باشد که در سال ۱۷۸۱ بنیان‌گذاری شده‌است. این شهرک در سرشماری سال ۲۰۱۰ میلادی، ۷٬۸۰۸ نفر جمعیت داشته‌است.